# 마키미나토 보급지구 보조시설
마키미나토 보급지구 보조시설(영어: Machinato Service Area Annex, 일본어: 牧港補給地区補助施設 마키미나토호큐치쿠호죠시세쓰[*])는 오키나와현 우라소에시 아자마키(字牧)항에 있었던 미국 류큐 열도 육군의 시설이었다. 

## 역사
1968년 7월, 미국 국방부에서 민간물류업체에서 소유하고 있는 항만 창고를 사들였다. 창고는 마키미나토 보급지구(현재의 캠프 킨저)에 본부를 둔 제7심리작전단에게 할당되어 제7심리작전단 창고(영어: 7th PSYOP Group Warehouse, 일본어: 第7心理作戦部隊倉庫)로 불리게 되었다.
일본으로의 오키나와 반환 과정에서 1972년 5월 15일, 제7심리작전단 창고 및 마키미나토 해군 창고(牧港海軍倉庫 마키미나토 카이군 소코[*])가 마키미나토 보급지구 보조시설로 합쳐지고 그 해에 제7심리작전단은 미국 본토로 귀국하였다.
1973년 10월 11일에 토지 사용권리가 육군에서 해군으로 넘겨졌다.
1993년 3월 31일에 토지가 반환되었다.

## 출판
류큐 열도 미국민정부에서 발간한 잡지를 마키미나토 보급지구 보조시설에서 인쇄하여 오키나와 민간에 무료로 배급하였다.
- 今日の琉球 곤니치노 류큐[*]→오늘의 류큐; 1957년 10월 ~ 1972년 5월
- 守礼の光 슈레이노 히카리[*]→슈레이의 빛; 1959년 ~ 1972년

## 같이 보기
- 우라소에 창고(일본어:浦添倉庫)
- 마키미나토 조달사무소(일본어:牧港調達事務所)
- 다이라가와 통신소(일본어:平良川通信所)(데라가와), 우루마시
- VOA 오키나와 통신소(일본어:VOA通信所), 구니가미촌